# Аргунов, Николай Емельянович
Аргунов, Николай Емельянович (2 января 1899 — 5 сентября 1984) — советский военачальник, генерал-майор (02.01.1942).

## Биография
Родился в селе Куроши, ныне Днепровское сельское поселение в Новодугинском районе, Смоленская область. Русский.
Из крестьян. Окончил земскую школу, городское училище.

## Военная служба

### Первая мировая война
В декабре 1915 года поступил на военную службу на правах вольноопределяющегося 2-го разряда и был зачислен в 494-й пехотный Верейский полк 124-й пехотной дивизии Северного фронта.
Весной 1916 года окончил полковую учебную команду и произведен в ефрейторы. С августа по декабрь 1916 года находился на учёбе в школе прапорщиков Северного фронта в г. Гатчина, затем воевал в 12-й армии младшим офицером 544-го пехотного Себежского полка 136-й пехотной дивизии.

### Революция и Гражданская война
В декабре 1917 года на базе полка был сформирован красногвардейский отряд, а Аргунов назначен в нём помощником командира.
В середине февраля 1918 года отряд был распущен, и Аргунов убыл на родину.
18 июня 1918 года добровольно вступил в РККА и был назначен инструктором Смоленского губвоенкомата. В сентябре окончил при нём пулемётные курсы и служил в 22-м стрелковом полку 3-й стрелковой Московской дивизии командиром взвода, помощником начальника и начальником пулемётной команды. В последней должности участвовал в боях с белогвардейцами в районах Фастова и Белой Церкви, в подавлении антисоветских восстаний в Киевской губернии.
В мае 1919 года полк в составе бригады от дивизии был переброшен на Северо-Западный фронт против войск генерала Н. Н. Юденича, где вел бои в районах Якобштадта, Режицы, Себежа и Острова, а также сражался с белополяками под городом Дрисса.
В октябре 1919 года Аргунов назначается оперативным адъютантом полка, а через месяц — начальником команды пеших разведчиков. В декабре был переведен в распоряжение штаба отдельной стрелковой бригады резерва Главного командования в город Тула, где был помощником командира ружейно-пулеметного парка. Через несколько дней направляется в город Рославль комендантом штаба бригады.
В марте 1920 года назначен в 449-й стрелковый полк 167-й бригады 56-й Московской стрелковой дивизии, где проходил службу командиром роты и начальником команды конных разведчиков.
С июня 1920 года исполнял должность помощника начальника разведки 166-й бригады. В этой должности участвовал в Советско-польской войне 1920 году.
В феврале 1921 года переведен помощником начальника оперативной части 166-й бригады. В декабре направлен в Карелию помощником начальника оперативного отдела штаба Карельского боевого участка и в этой должности участвовал в отражении вторжения белофинских вооруженных формирований в Советскую Карелию.
В марте 1922 года вернулся в 166-ю бригаду, где назначается начальником пулемётной команды.

### Межвоенный период
В апреле 1923 — августе 1924 года проходил подготовку в Высшей тактико-стрелковой школе комсостава РККА им. III Коминтерна. По возвращении в дивизию назначен командиром 3-й пулемётной роты 166-го стрелкового полка, с декабря 1925 года — там же командовал батальоном.
В августе 1926 года переведен командиром батальона 127-го стрелкового полка 43-й стрелковой дивизии ЛВО.
С сентября 1927 года — слушатель Военной академии РККА им. М. В. Фрунзе. После её окончания в мае 1930 года назначен начальником 1-й части штаба 4-й стрелковой дивизии им. Германского пролетариата БВО.
С ноября 1931 года — начальник 1-й части штаба 5-го стрелкового корпуса, с декабря 1932 года — начальник штаба 4-й стрелковой дивизии.
В ноябре 1933 года переведен в г. Красноярск начальником штаба 94-й стрелковой дивизии СибВО. Полковник (29.11.1935).
С октября 1936 по 15 августа 1938 года — слушатель Академию Генштаба РККА. Ещё во время учёбы 22 октября 1937 года был назначен старшим руководителем кафедры тактики высших соединений, с ноября 1939 года исполнял должность старшего преподавателя этой кафедры.
29 мая 1939 года ему было присвоено ученое звание «Доцент по кафедре тактики высших соединений».
3 июня 1941 года назначен начальником штаба 25-го механизированного корпуса ХВО.

### Великая Отечественная война
С началом войны корпус был включен в 21-ю армию и со 2 июля 1941 года вел боевые действия на Западном, Центральном (с 26 июля) и Брянском (с 16 августа) фронтах. Участвовал в Смоленском сражении, в отражении наступления противника в районе городов Рогачев, Жлобин и Гомель.
В августе 1941 года корпус был расформирован, а полковника Аргунова назначили в штаб Брянского фронта начальником оперативного отдела.
В ходе Орловско-Брянской оборонительной операции при отходе войск фронта он исполнял должность начальника Белёвского боевого участка.
В октябре был назначен начальником штаба 50-й армии и участвовал с ней в Тульских оборонительной и наступательной, Калужской наступательной операциях.
В конце марта 1942 года отстранен от исполнения должности и в апреле направлен в распоряжение Маршала Советского Союза К. Е. Ворошилова, где назначается руководителем группы контролирования за формированием стрелковых и кавалерийских соединений в военных округах.
9 октября 1942 года генерал-майор Аргунов переведен начальником Разведывательного управления Центрального штаба партизанского движения, а 4 декабря — заместителем начальника штаба Волховского фронта по ВПУ. Будучи в последней должности, одновременно с 30 декабря 1942 по 27 января 1943 года временно командовал 376-й стрелковой дивизией. С 12 января 1943 года её части в составе 2-й ударной армии принимали участие в прорыве блокады Ленинграда южнее Ладожского озера.
С 6 по 20 августа 1943 года Аргунов временно командовал 378-й стрелковой дивизией и в составе 8-й армии участвовал с ней в Мгинской наступательной операции. В промежутках между этими операциями по приказу командующего войсками фронта генерала армии К. А. Мерецкова возглавлял фронтовой учебный центр.
В феврале 1944 года генерал-майор Аргунов назначен заместителем начальника штаба по ВПУ Карельского фронта, с марта одновременно исполнял должность заместителя командующего 19-й армией. Перед Свирско-Петрозаводской наступательной операцией готовил офицерский состав фронта в учебном центре в городе Кандалакша, в ходе операции в конце июня 1944 года был назначен начальником штаба 32-й армии. В середине ноября армия была выведена в резерв Ставки ВГК.
31 марта 1945 года Аргунов в составе резервного фронтового управления выехал на Дальний Восток в качестве генерала для особо важных поручений при Маршале Советского Союза К. А. Мерецкове. В апреле — июле возглавлял учебный центр Приморской группы войск.
С началом Советско-японской войны 1945 года в составе войск 1-й Краснознаменной армии 1-го Дальневосточного фронта участвовал в Харбино-Гиринской операции, затем с 25-й армией — в боевых действиях в Северной Корее в районе Юки, Расин, Сейсин и Ранан. После операций в Маньчжурии и Северной Корее генерал-майор Аргунов был переведен на Южный Сахалин в район Маока, где возглавил работу по принятию капитуляции японских войск. В начале сентября направлен в Харбин, где руководил фронтовой комиссией по передаче войск 1-й Краснознаменной армии в состав ЗабВО.

### После войны
С 30 октября 1945 года исполнял должность начальника Управления боевой и физической подготовки штаба Приморского, а с ноября 1951 г. Одесского военных округов.
С августа 1954 года был временно исполняющим помощника командующего войсками — начальника Управления боевой подготовки штаба ОдВО.
В ноябре 1954 года зачислен в распоряжение 10-го управления Генштаба и направлен в командировку 1-м заместителем главного военного советника — советником начальника штаба Казарменной народной полиции ГДР, с февраля 1956 года исполнял должность заместителя главного военного советника Главного штаба национальной народной армии ГДР.
11 мая 1957 года уволен в отставку по болезни.

## Награды

### СССР
- орден Ленина (21.02.1945)
- три ордена Красного Знамени (15.01.1942, 14.02.1943, 03.11.1944)
- два ордена Суворова II степени (02.11.1944, 1945)
- орден Отечественной войны I степени (07.09.1943)
  - Медали СССР в том числе:
  - «XX лет Рабоче-Крестьянской Красной Армии» (1938)
  - «За оборону Ленинграда»
  - «За оборону Москвы»
  - «За оборону Советского Заполярья»
  - «За Победу над Германией в Великой Отечественной войне 1941—1945 гг.» (1945)
  - «За победу над Японией»
  - «Ветеран Вооружённых Сил СССР»